# Plumsbach
Der Plumsbach ist ein ganzjähriges Fließgewässer im Vorkarwendel. Er entsteht nördlich des Plumsjochs, verläuft in weitgehend nördlicher Richtung, bevor zunächst der Hinterschleimsbach von rechts einmündet. Nach kurzem weiteren Verlauf vereinigt sich der Plumsbach mit dem Tannauerbach zur Dürrach. Die beiden Bergzüge östlich und westlich des Plumsbachtals bieten einsame Bergziele im Vorkarwendel.